# Вадджі
Вадджі (Вріджі) — стародавня держава в північній Індії, одна з 16 магаджанапад. Відома також як Держава Вайшалі.

## Історія
Згадується у буддійському тексті «Ангуттара-нікая» та в джайнському трактаті «Бхагаваті-сутра». Назву отримала від імені одного з панівних кланів вадджі (врідджі), який згадують Паніні, Каутілья і Сюаньцзан. У середині VI ст. до н. е. приєднало державу Відеха, можливо мирним шляхом перед загрозою царства Куру. 
В подальшому магараджами обирають представників клану лічхавів, що замінили раджів вадджі. Відбувається протистояння великих магаджанападів (надмагаджанападів): Пандала-Куру, Вадджі-Лічхави і Маґадга (до складу них входило декілька магаджанападів). Близько 400 року до н. е. після 15-річної війни підкорено царством Маґадга.

## Територія
В часи найбільшого піднесення охоплювала землі від Гангу в Біхарі на півдні до сучасного непальського регіону Тераї на півночі. Західним кордоном з державою Малла була річка Ґандакі. На сході її територія тяглася до річок Коші та Магананда. Столицею було місто Вайшалі. Іншими важливими міськими центрами були Кундапур (Кундаграма), Бхоганагара і Хаттігама.

## Устрій
Являла ганападу (на кшталт аристократичної республіки військового типу), була конфедерацією 8 кланів (аттхакула). Провідними кланами були вадджі, лічхави, кшатріки (джантіки) та відехи. Припискають, що підпорядкованими кланами були уграси, бходжі, каурави та ікшваку.
На чолі стояв магараджа, кожен очільник клану носив титул раджи.

## Мова
Поширеними були мови майтхілі, пракрити, санскрит.